# Битва при Нарбонне (737)
Битва при Нарбонне — осада города Нарбонны в ходе арабского вторжения в Галлию; состоялось в 737 году, когда франкские войска во главе с Карлом Мартеллом противостояли омейядским войскам Юсуфа ибн Абд аль-Рахману аль-Фихри. Город не был взят, но Карл Мартелл смог продолжить свою успешную кампанию.

## Предыстория
Город Нарбонна был захвачен аль-Самхом ибн Маликом аль-Хавлани, губернатором Аль-Андалуса, в 719 или 720 году. Город был переименован в Арбуну и превращён в военную базу для будущих операций.

## Осада
После успешной осады Авиньона в 737 году Карл Мартелл осадил Нарбонну, но его войска не смогли захватить город. По ходу осады арабы отправили подкрепление из Испании, но франки перехватили его в устье реки Берры, в современном департаменте Од, и разгромили, после чего двинулись на Ним.

## Итоги
Карл Мартелл, возможно, смог бы взять Нарбонну, если бы был готов передать всю свою армию и ресурсы на нужды бессрочной осады, но он не захотел или не смог этого сделать. Вероятно, он обнаружил, что герцог Аквитании Гунальд представляет угрозу его маршрутам снабжения с севера. Кроме того, Мавронт, провансальский магнат и правитель Марселя, поднял восстание против Мартелла. Также возможно, что франкский лидер посчитал, что достиг своих основных целей, уничтожив арабские армии и оставив небольшие арабские силы в Нарбонне. На обратном пути из Септимании его армия уничтожила ряд городов и крепостей, которые не поддержали его в походе против мусульман.
Позже, в 739 году, была проведена вторая франкская экспедиция, нацеленная на изгнание Мавронта и завершившаяся переходом Марселя и всего Прованса под контроль франков. Согласно хронике «Historia gentis Langobardorum» Павла Диакона, арабы отступили, когда узнали, что Мартелл заключил союз с лангобардами.